# Arne Tuft
Arne Tuft (* 16. Januar 1911 in Hønefoss; † 23. Juni 1989 in Oslo) war ein norwegischer Skilangläufer.

## Werdegang
Tuft, der für den IF Liv startete, belegte bei seiner einzigen Olympiateilnahme 1936 in Garmisch-Partenkirchen den sechsten Platz über 50 km. Im folgenden Jahr nahm er am 50-km-Lauf bei den nordischen Skiweltmeisterschaften in Chamonix teil, den er aber vorzeitig beendete. Bei den nordischen Skiweltmeisterschaften 1938 in Lahti errang er den 115. Platz über 18 km. Sein Enkel Svein ist als Radrennfahrer aktiv.